# Konklawe 1758
Konklawe 15 maja – 6 lipca 1758 – konklawe, które wybrało Klemensa XIII na następcę Benedykta XIV.

## Śmierć Benedykta XIV
Papież Benedykt XIV zmarł 3 maja 1758 w osiemnastym roku swojego pontyfikatu w wieku 83 lat. Okres jego rządów w Kościele bywa określany mianem chrześcijańskiego oświecenia, był on bowiem otwarty na nowe prądy umysłowe, choć w sprawach zasadniczych twardo bronił ortodoksji katolickiej (m.in. zniósł cenzurę na literaturę heliocentryczną; korespondował z Wolterem, ale potwierdził potępienie masonerii). Jego próby zreformowania i unowocześnienia instytucji kurialnych nie przyniosły jednak trwałych rezultatów. Co więcej, jego poczynania napotykały opór ze strony wielu konserwatywnych duchownych.

## Lista uczestników
Spośród 55 kardynałów w konklawe uczestniczyło 45, ale jeden z nich (Bardi) z powodu choroby opuścił je jeszcze przed zakończeniem:
- Raniero d’Elci (nominacja kardynalska 20 grudnia 1737) – kardynał biskup Ostia e Velletri; komendatariusz kościoła prezbiterialnego S. Sabina; dziekan Świętego Kolegium Kardynałów; prefekt Świętej Kongregacji ds. Kościelnych Immunitetów
- Giovanni Antonio Guadagni OCD (24 września 1731) – kardynał biskup Porto e Santa Rufina; subdziekan Świętego Kolegium Kardynałów; wikariusz generalny diecezji rzymskiej; prefekt Świętej Kongregacji ds. Rezydencji Biskupów; prefekt Świętej Kongregacji ds. Dyscypliny Zakonnej
- Francesco Scipione Maria Borghese (6 lipca 1729) – kardynał biskup Albano
- Giuseppe Spinelli (17 stycznia 1735) – kardynał biskup Palestriny; prefekt generalny Świętej Kongregacji Rozkrzewiania Wiary
- Carlo Maria Sacripante (30 września 1739) – kardynał biskup Frascati
- Joaquín Fernández de Portocarrero (9 września 1743) – kardynał biskup Sabiny; prefekt Świętej Kongregacji ds. Odpustów i Świętych Relikwii; protektor Hiszpanii
- Carlo Rezzonico (20 grudnia 1737) – kardynał prezbiter S. Marco; biskup Padwy
- Domenico Passionei (23 czerwca 1738) – kardynał prezbiter S. Prassede; komendatariusz kościoła prezbiterialnego S. Bartolomeo all’Isola; sekretarz ds. Brewe Apostolskich; bibliotekarz Świętego Kościoła Rzymskiego
- Camillo Paolucci (9 września 1743) – kardynał prezbiter S. Maria in Trastevere; komendatariusz kościoła prezbiterialnego Ss. Giovanni e Paolo
- Carlo Alberto Guidobono Cavalchini (9 września 1743) – kardynał prezbiter S. Maria della Pace; prefekt Świętej Kongregacji ds. Biskupów i Zakonników
- Giacomo Oddi (9 września 1743) – kardynał prezbiter S. Anastasia; arcybiskup Viterbo e Toscanella
- Federico Marcello Lante (9 września 1743) – kardynał prezbiter S. Silvestro in Capite; komendatariusz opactwa terytorialnego Farfa; gubernator Bagnoregio
- Marcello Crescenzi (9 września 1743) – kardynał prezbiter S. Maria in Transpontina; arcybiskup Ferrary
- Giorgio Doria (9 września 1743) – kardynał prezbiter S. Cecilia; komendatariusz kościoła prezbiterialnego S. Agostino; prefekt Świętej Kongregacji Dobrego Rządu
- Giuseppe Pozzobonelli (9 września 1743) – kardynał prezbiter S. Maria in Via; arcybiskup Mediolanu
  - Girolamo de Bardi (9 września 1743) – kardynał prezbiter S. Maria degli Angeli alla Terme (24 czerwca opuścił konklawe z powodu choroby)
- Fortunato Tamburini OSBCas (9 września 1743) – kardynał prezbiter S. Callisto; prefekt Świętej Kongregacji ds. Obrzędów; prefekt Świętej Kongregacji ds. Korekty Ksiąg Obrządków Wschodnich
- Daniele Delfino (10 kwietnia 1747) – kardynał prezbiter S. Maria sopra Minerva; patriarcha Udine
- Carlo Vittorio Amadeo della Lanze (10 kwietnia 1747) – kardynał prezbiter S. Sisto; tytularny arcybiskup Nikozji; Wielki Jałmużnik Królestwa Sardynii; komendatariusz opactwa terytorialnego S. Benigno di Fruttuaria
- Henry Benedict Stuart (3 lipca 1747) – kardynał prezbiter Ss. XII Apostoli; komendatariusz diakonii S. Maria in Portico; archiprezbiter bazyliki watykańskiej; prefekt Fabryki Świętego Piotra; kamerling Świętego Kolegium Kardynałów
- Giuseppe Maria Feroni (26 listopada 1753) – kardynał prezbiter S. Pancrazio
- Fabrizio Serbelloni (26 listopada 1753) – kardynał prezbiter S. Stefano al Monte Celio; legat apostolski w Bolonii
- Giovanni Francesco Stoppani (26 listopada 1753) – kardynał prezbiter S. Martino ai Monti; legat apostolski w Romanii
- Luca Melchiore Tempi (26 listopada 1753) – kardynał prezbiter S. Croce in Gerusalemme
- Carlo Francesco Durini (26 listopada 1753) – kardynał prezbiter Ss. IV Coronati; arcybiskup Pawii
- Cosimo Imperiali (26 listopada 1753) – kardynał prezbiter S. Clemente
- Vincenzo Malvezzi Bonfioli (26 listopada 1753) – kardynał prezbiter Ss. Marcellino e Pietro; arcybiskup Bolonii
- Clemente Argenvilliers (26 listopada 1753) – kardynał prezbiter SS. Trinita al Monte Pincio; proaudytor Jego Świątobliwości; prefekt Świętej Kongregacji ds. Soboru Trydenckiego
- Antonio Andrea Galli CRL (26 listopada 1753) – kardynał prezbiter S. Pietro in Vincoli; penitencjariusz większy; prefekt Świętej Kongregacji Indeksu
- Antonio Sersale (22 kwietnia 1754) – kardynał prezbiter S. Pudenziana; arcybiskup Neapolu
- Alberico Archinto (5 kwietnia 1756) – kardynał prezbiter S. Lorenzo in Damaso; sekretarz stanu Stolicy Apostolskiej; wicekanclerz Świętego Kościoła Rzymskiego; prefekt Świętej Konsulty; prefekt Świętej Kongregacji ds. Sanktuarium w Loreto; prefekt Świętej Kongregacji ds. Awinionu; prefekt Świętej Kongregacji ds. Fermo
- Giovanni Battista Rotario da Pralormo (5 kwietnia 1756) – kardynał prezbiter S. Crisogono; arcybiskup Turynu
- Paul d’Albert de Luynes (5 kwietnia 1756) – kardynał prezbiter S. Tommaso in Parione; arcybiskup Sens; komendatariusz opactwa terytorialnego Saint-Pierre-de-Corbie
- Etienne-René Potier de Gesvres (5 kwietnia 1756) – kardynał prezbiter S. Agnese fuori le mura; biskup Beauvais
- Franz Konrad Casimir von Rodt (5 kwietnia 1756) – kardynał prezbiter S. Maria del Popolo; biskup Konstancji
- Alessandro Albani OSIoHieros (16 lipca 1721) – kardynał diakon S. Maria in Via Lata; komendatariusz diakonii S. Maria in Cosmedin; protodiakon Świętego Kolegium Kardynałów; protektor królestwa Sardynii; ambasador Austrii wobec Stolicy Apostolskiej; prefekt Świętej Kongregacji ds. Wód, Bagien Pontyjskich i Doliny Chiana; komendatariusz opactw terytorialnych Staffarda i Nonantola
- Neri Maria Corsini (14 sierpnia 1730) – kardynał diakon S. Eustachio; archiprezbiter bazyliki laterańskiej; sekretarz Świętej Kongregacji Rzymskiej i Powszechnej Inkwizycji; prefekt Trybunału Apostolskiej Sygnatury Sprawiedliwości; protektor Portugalii
- Agapito Mosca (1 października 1732) – kardynał diakon S. Agata in Suburra
- Girolamo Colonna di Sciarra (9 września 1743) – kardynał diakon Ss. Cosma e Damiano; kamerling Świętego Kościoła Rzymskiego; promajordom Jego Świątobliwości; archiprezbiter bazyliki liberiańskiej; wielki przeor zakonu joannitów w Rzymie
- Prospero Colonna di Sciarra (9 września 1743) – kardynał diakon S. Maria ad Martyres; prefekt ds ekonomicznych Świętej Kongregacji Rozkrzewiania Wiary; prefekt Trybunału Apostolskiej Sygnatury Łaski; komendatariusz opactwa terytorialnego Tre Fontane; od 9 czerwca 1758 protektor Francji
- Domenico Orsini d’Aragona (9 września 1743) – kardynał diakon S. Nicola in Carcere Tulliano; protektor królestwa Obojga Sycylii
- Giovanni Francesco Albani (10 kwietnia 1747) – kardynał diakon S. Cesareo in Palatio; protektor Polski
- Flavio Chigi (26 listopada 1753) – kardynał diakon S. Angelo in Pescheria
- Giovanni Francesco Banchieri (26 listopada 1753) – kardynał diakon S. Adriano; komendatariusz opactwa terytorialnego Subiaco; legat apostolski w Ferrarze
- Luigi Maria Torregiani (26 listopada 1753) – kardynał diakon Ss. Vito e Modesto

40 elektorów było Włochami, dwóch Francuzami (Luynes i Gesvres), jeden Niemcem (von Rodt), jeden Hiszpanem (Portocarrero), a Henry Benedict Stuart był synem pretendenta do tronu brytyjskiego Jakuba III Stuarta.
35 elektorów mianował Benedykt XIV, ośmiu Klemens XII, a po jednym Benedykt XIII (Borghese) i Innocenty XIII (A. Albani).

### Nieobecni
10 kardynałów nie uczestniczyło w konklawe:
- Thomas-Philippe Wallard d’Hénin-Liétard (29 listopada 1719) – kardynał prezbiter S. Lorenzo in Lucina; protoprezbiter Świętego Kolegium Kardynałów; arcybiskup Mechelen
- Joseph Dominicus von Lamberg (20 grudnia 1737) – kardynał prezbiter S. Pietro in Montorio; biskup Pasawy
- Jan Teodor Wittelsbach (9 września 1743) – kardynał prezbiter S. Lorenzo in Panisperna; biskup Liège; administrator diecezji Fryzynga i Ratyzbona
- Álvaro de Mendoza (10 kwietnia 1747) – kardynał prezbiter bez tytułu; patriarcha Indii Zachodnich; tytularny arcybiskup Farsalos
- Giovanni Battista Mesmer (10 kwietnia 1747) – kardynał prezbiter S. Onofrio
- José Manuel da Câmara d’Atalaia (10 kwietnia 1747) – kardynał prezbiter bez tytułu; patriarcha Lizbony
- Luis Antonio Fernández de Córdoba Portocarrero (18 grudnia 1754) – kardynał prezbiter bez tytułu; arcybiskup Toledo i prymas Hiszpanii
- Nicholas de Saulx-Tavannes (5 kwietnia 1756) – kardynał prezbiter bez tytułu; arcybiskup Rouen
- Francisco de Solís Folch de Cardona (5 kwietnia 1756) – kardynał prezbiter bez tytułu; arcybiskup Sewilli
- Francisco de Saldanha da Gama (5 kwietnia 1756) – kardynał diakon bez tytułu

Po jednym spośród nieobecnych kardynałów mianowali Klemens XI (d’Alsace) i Klemens XII (Lamberg), pozostali byli nominatami Benedykta XIV.

## Frakcje w Kolegium Kardynalskim
Kolegium Kardynalskie podzielone było na następujące ugrupowania:
- „Anziani” („Starzy”) – partia kardynała Neri Corsiniego, bratanka papieża Klemensa XII, grupująca nominatów jego wuja (d’Elci, Gudagni, Spinelli, Sacripante, Rezzonico, Passionei i Mosca).
- tzw. Unia Koron – czyli partia austriacko-francuska, grupująca kardynałów reprezentujących interesy tych dwóch sprzymierzonych ze sobą mocarstw. Składała się z dwóch mniejszych frakcji:
  - frakcja francuska – po śmierci kardynała Tencin 2 marca 1758 francuscy kardynałowie pozostawali bez przywódcy. Na konklawe przybyło ich tylko dwóch: Luynes i Gesvres. Król Ludwik XV wprawdzie mianował Prospero Colonnę di Sciarra nowym kardynałem-protektorem Francji, ale nominacja ta dotarła do Rzymu dopiero w trakcie konklawe,
  - frakcja cesarska – przewodził jej Alessandro Albani, ambasador cesarski w Rzymie oraz cesarski minister von Rodt. Należeli do niej także kardynałowie z Lombardii (Pozzobonelli, Serbelloni, Stoppani, Durini, Archinto), kardynałowie toskańscy niezwiązani z frakcją Corsiniego (Bardi, Feroni, Tempi, Banchieri i Torrigiani) oraz kardynałowie z zaprzyjaźnionego z Austrią królestwa Sardynii (Cavalchini, delle Lanze, Rotario),
- „Juniorzy” – czyli kardynałowie mianowani przez Benedykta XIV, nie należący do frakcji austriacko-francuskiej. Nie tworzyli oni żadnej frakcji we właściwym sensie tego słowa, gdyż nie mieli przywódcy, ani wspólnych dla nich wszystkich interesów. Najbardziej wpływowymi osobami wśród nich byli kardynał Portocarrero, ambasador Hiszpanii, oraz kardynał Orsini, protektor Neapolu. Podczas konklawe kardynał Portocarrero podjął próbę zjednoczenia tej grupy wokół siebie, ale odniósł tylko częściowy sukces.

Kardynał Borghese był ostatnim żyjącym kardynałem mianowanym przez Benedykta XIII i nie zaliczał się do żadnej z wyżej wymienionych frakcji.

## Kandydaci na papieża
Nie było wyraźnego faworyta konklawe. Aż dwudziestu siedmiu elektorów było uważanych za papabile: Borghese, Spinelli, Sacripante, Rezzonico, Passionei, Paolucci, Cavalchini, Oddi, Lante, Crescenzi, Pozzobonelli, Bardi, Tamburini, Delfino, Feroni, Serbelloni, Stoppani, Tempi, Durini, Imperiali, Argenvilliers, Galli, Sersale, Archinto, Rotario, Banchieri i Torregiani.

## Przebieg konklawe
Konklawe rozpoczęło się 15 maja z udziałem zaledwie 27 purpuratów. 20 maja dotarł kardynał Bardi, 26 maja Archinto, 28 maja Argenvilliers, a 31 maja Malvezzi. 1 czerwca przybył kardynał Passionei, 2 czerwca kardynał Rezzonico, 3 czerwca Sersale, 5 czerwca Crescenzi, Serbelloni, Stoppani i Banchieri, 8 czerwca Luynes, 11 czerwca Pozzobonelli i Rotario, 16 czerwca Durini, 18 czerwca Gesvres, 22 czerwca Delfino. 24 czerwca chory kardynał Bardi opuścił konklawe na stałe. 29 czerwca jako ostatni dotarł kardynał von Rodt. W końcowym głosowaniu wzięło udział 44 elektorów.
W pierwszym głosowaniu 16 maja aż jedenaście głosów (osiem w scrutinium i trzy kolejne w fazie akcesu) otrzymał 88-letni dziekan Kolegium Kardynalskiego Raniero d’Elci. Kardynałowie Alessandro Albani i Portocarrero, a także ambasador francuski, obawiając się, że dojdzie do wyboru papieża przed przybyciem zagranicznych kardynałów, zażądali wstrzymania głosowań. Żądanie to zostało zignorowane, a kardynał Corsini zaczął dążyć do szybkiego wyboru kardynała Spinelli, który w poprzednich latach swą bezkompromisową postawą w kwestii kościelnych immunitetów naraził się wszystkim mocarstwom. Akcja Corsiniego została udaremniona przez kardynałów Portocarrero i Orsiniego, przedstawicieli Hiszpanii i Neapolu, którzy wysunęli jako kontrkandydata kardynała Alberico Archinto i zdołali przeciągnąć na swą stronę większość Juniorów. W rezultacie obie te kandydatury wykluczyły się nawzajem.
W międzyczasie do Rzymu zaczęli docierać zagraniczni kardynałowie z instrukcjami swych dworów. 8 czerwca przybył francuski kardynał Luynes, który 10 czerwca ogłosił oficjalnie, że król Ludwik XV mianował kardynała Prospero Colonna di Sciarra nowym protektorem Francji (sam zainteresowany otrzymał list z nominacją dzień wcześniej). Nadal oczekiwano jednak instrukcji z Wiednia.
W następnych dniach Corsini i Portocarrero, do tej pory niewątpliwie główni rozgrywający na tym konklawe, doszli do porozumienia w sprawie kandydatury Carlo Alberto Guidobono Cavalchiniego. 19 czerwca Cavalchini dostał 21 głosów, 21 czerwca – 26 głosów, a 22 czerwca – aż 28, co przy 43 głosujących oznaczało, że zabrakło mu tylko jednego do wygranej. Cavalchiniemu zdecydowanie przeciwna była jednak Francja, w związku z czym po głosowaniu 22 czerwca kardynał Luynes poinformował dziekana Kolegium Kardynalskiego o wecie króla Ludwika XV wobec tej kandydatury i poprosił o jego publiczne ogłoszenie. Weto spotkało się z oburzeniem i protestami, sam Cavalchini przyjął je jednak z ulgą i podziękował za nie francuskim kardynałom.
Po odrzuceniu Cavalchiniego Corsini zerwał sojusz z Portocarrero i wszedł w porozumienie z Francuzami, proponując kandydaturę kardynała Crescenziego. W odpowiedzi Portocarrero wysunął jako kontrkandydata Camillo Paolucciego. 29 czerwca przybył wreszcie von Rodt z instrukcjami dworu cesarskiego. Jego przybycie było poważnym ciosem dla kandydatury Crescenziego, gdyż Wiedeń preferował Paolucciego lub Sacripante. Tych kandydatów odrzuciła jednak Francja. W tej sytuacji von Rodt i Spinelli zaproponowali jako kandydata kompromisowego weneckiego kardynała Carlo Rezzonico, biskupa Padwy. Początkowo Albani, Portocarrero i Francuzi zgłaszali obiekcje wobec Rezzonico, jednak poparcie dla niego stopniowo rosło. W dniach od 2 do 5 lipca największe poparcie wciąż jeszcze otrzymywał Crescenzi, podczas gdy na Wenecjanina głosowało tylko czterech purpuratów, ale już rankiem 6 lipca Rezzonico dostał w sumie dwanaście głosów. W tej sytuacji Francuzi wycofali swoje zastrzeżenia.

## Wybór Klemensa XIII
W głosowaniu wieczorem 6 lipca 65-letni Carlo Rezzonico otrzymał 31 głosów na 44, czyli o jeden więcej niż wymagane 2/3. Pozostałe głosy otrzymali kardynałowie d’Elci (cztery głosy), Durini (trzy), Portocarrero (dwa) oraz Guadagni, Sacripante, Paolucci i Crescenzi (po jednym). Do końca przeciwni wenecjaninowi byli kardynałowie Sacripante, Portocarrero, Passionei, Paolucci, Durini, Malvezzi, Argenvilliers, Galli, Sersale, Mosca, Orsini i Chigi. Sam Rezzonico oddał swój głos na kardynała Crescenziego.
Elekt przyjął wybór i przybrał imię Klemensa XIII, na cześć Klemensa XII, który mianował go kardynałem. W Padwie, gdzie Rezzonico od 15 lat był biskupem, na wieść o wyniku konklawe zorganizowano wielką fetę. Jego stara matka Vittoria Barbarigo doznała tak wielkiego szoku, że zmarła kilka dni później. 16 lipca odbyła się inauguracja pontyfikatu, w trakcie której protodiakon Alessandro Albani koronował nowego papieża.

## Uzupełniające źródła internetowe
- cardinals.fiu.edu
- www.saint-mike.org